# Lastschalter
Lastschalter sind mechanische Schaltgeräte, die so konstruiert sind, dass sie Ströme unter normalen Betriebsbedingungen ein- und ausschalten können. Sie dienen in der elektrischen Energietechnik zum Einschalten und Ausschalten von Betriebsmitteln und Anlageteilen im ungestörten Zustand. Das Schaltvermögen des Lastschalters entspricht etwa seinem Nennstrom. Insbesondere das Einschaltvermögen kann jedoch wesentlich höher liegen. Motoren haben hohe Anlaufströme, die ein Vielfaches des Nennstromes betragen können, daher werden hierfür besondere Motorschalter benutzt, die eine solche induktive Last auch während des erhöhten Anlaufstromes abschalten können (sogenannter Tippbetrieb).
Lastschalter werden auch als Lasttrennschalter ausgeführt, sie stellen dann eine sogenannte sichere Trennung her, um am getrennten (freigeschalteten) Anlagenabschnitt Arbeiten durchführen zu können.

## Grundlagen
Elektrische Stromkreise müssen im Betrieb häufig unter Last geschaltet werden. Dabei können Betriebsströme fließen, die ein Mehrfaches des Nennstromes betragen. Werden Stromkreise unter Last getrennt, entsteht beim Trennen im Schalter ein Lichtbogen. Die Löschung des Lichtbogens ist das Hauptproblem des Lastschalters. Hierzu werden je nach Schaltvermögen entsprechende technische Maßnahmen getroffen. Lastschalter vermögen Betriebsströme im ungestörten Zustand mit einem Leistungsfaktor {\displaystyle \cos(\varphi )\geq 0{,}7} und geringe Überströme zu schalten. Das Nenn-Einschaltvermögen und Nenn-Ausschaltvermögen liegt bei Lastschaltern etwa beim doppelten Nennstrom. Das Einschaltvermögen ist dabei wesentlich größer als das Ausschaltvermögen. Dadurch ist es möglich, dass Lastschalter neben dem Ein- und Ausschalten von Lastströmen auch sicher auf einen Kurzschluss einschalten können. Hierfür müssen die Schalter jedoch so konstruiert sein, dass sie ein Kurzschluss-Einschaltvermögen haben und sie somit auch Kurzschlüsse während einer festgelegten Zeit führen können. Sie können jedoch keine Kurzschlussströme unterbrechen. Somit liegt die Anforderung bezüglich des Schaltvermögens unter dem eines Leistungsschalters. Allerdings haben Lastschalter eine deutlich höhere mögliche Schalthäufigkeit bzw. Anzahl möglicher Schaltungen.

## Lichtbogenlöschung
Zur Lichtbogenlöschung verwendet man im Niederspannungsbereich meistens Deionkammern, welche die Trennstellen der Schaltkontakte kaminartig umfassen. Durch diese Maßnahme wird der thermische Auftrieb des Lichtbogens verstärkt. Dadurch wird der Lichtbogen verlängert und sein Spannungsbedarf erhöht, bis er abreißt. In die Lichtbogenkammer sind Löschbleche eingebaut, die den Lichtbogen entionisieren und kühlen, sodass eine Wiederentzündung nach dem Nulldurchgang des Stroms weitgehend vermieden wird. Die bei Mittel- und Hochspannungsschaltern üblichen Löschmethoden mittels Gas, Druckluft oder Flüssigkeiten werden bei Niederspannungsschaltern selten verwendet.
Mittelspannungs-Lastschalter sind oft Hartgasschalter und besitzen Löschkammern aus einem Polymer: beim Ausschalten werden nach Öffnen der Hauptkontakte parallel liegende Schaltmesser aus Schaltkontakten in den Löschkammern gezogen; der dabei entstehende Lichtbogen erhitzt das Innere der Löschkammer, verdampft einen kleinen Teil des Materials, und die entstandenen Gase löschen den Lichtbogen. Andere Lastschalter (SF6-Schalter oder Gasdruckschalter, GIS-gas insulated switch) befinden sich in einem hermetisch abgeschlossenen, mit Schwefelhexafluorid gefüllten Kessel; hierbei wird der Lichtbogen durch dieses Gas gelöscht. Der Lichtbogen kann bei Lastschaltern auch mit Druckluft gelöscht werden (Luftdruckschalter, AIS-air insulated switch), z. B. zu finden auf Elektrolokomotiven.

## Einsatzbereiche und Kenngrößen

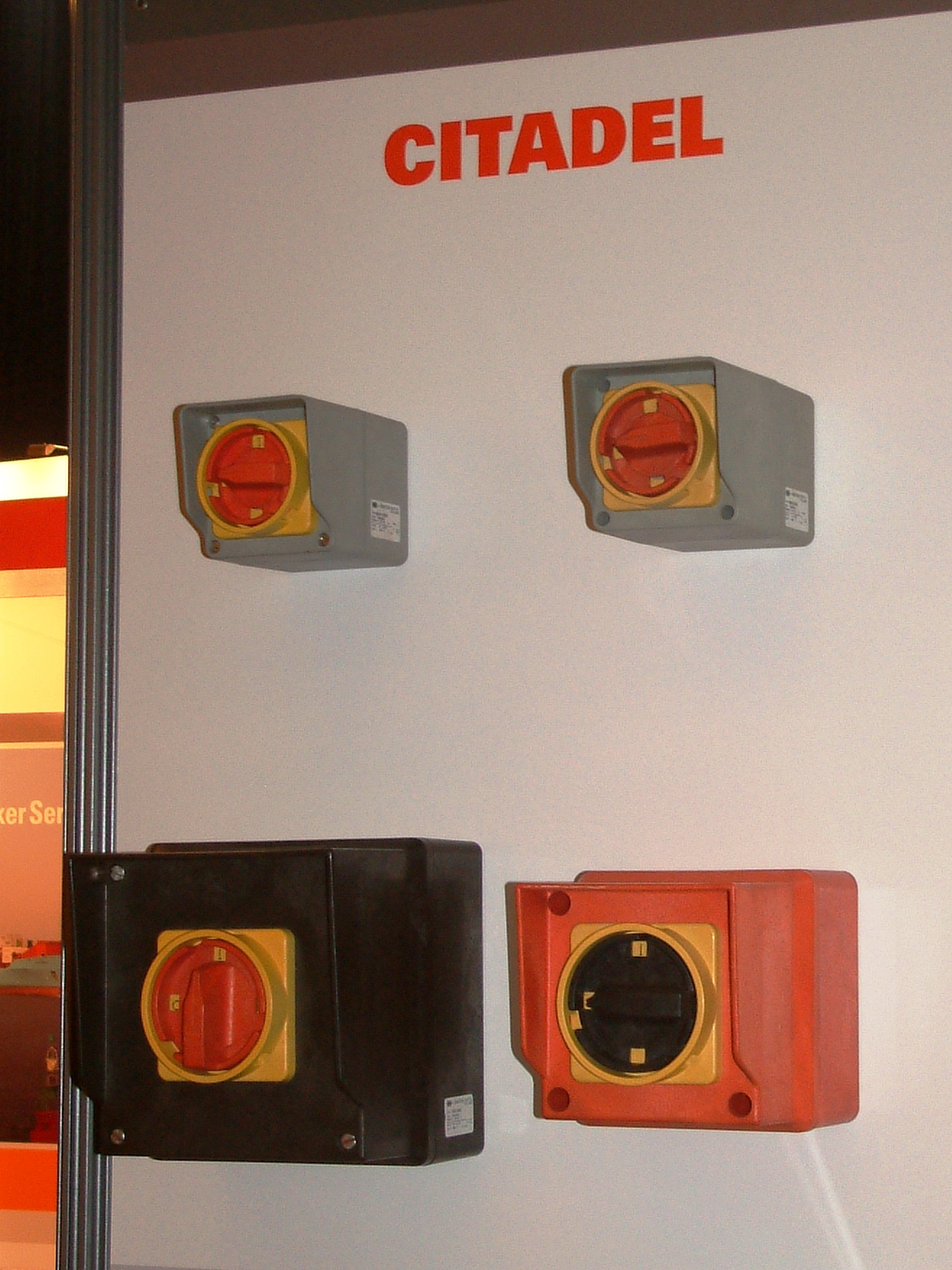
Verschiedene Lastschalter für Niederspannung

Lastschalter werden im Niederspannungs- und Mittelspannungsbereich eingesetzt.
Kenngrößen für Lastschalter sind die Nennspannung, der Nennstrom, das Nennausschaltvermögen (Effektivwert) bei einem bestimmten Leistungsfaktor, das Nenneinschaltvermögen (Scheitelwert) und die Steuerspannung des Antriebs (Federspeicheraufzugs-Motor) und des Auslösers (Zugmagnet).
Weitere Kenngrößen sind die Spannungsfestigkeit des geöffneten Schalters und die klimatischen Einsatzbedingungen (Temperatur, Innen- oder Außeneinsatz, barometrische Höhe).

### Niederspannung
Im Niederspannungsbereich werden mit klassischen Lastschaltern Betriebsmittel unter Last ein- und ausgeschaltet. Niederspannungs-Lastschalter werden überwiegend von Hand geschaltet.
Bei Leistungstransformatoren werden Lastschalter eingesetzt, um auf der Sekundärseite Wicklungs-Anzapfungen stufenweise schalten zu können und so die Netzspannung nachzuregeln.
Spezielle Lastschalter mit hohem Einschaltvermögen sind erforderlich, um Blindstromkompensations-Kondensatoren zu schalten.

### Mittelspannung
Im Mittelspannungsbereich werden Lastschalter in Anlagen bis 30 kV eingesetzt. Dort ersetzen sie häufig aus wirtschaftlichen Gründen die Leistungsschalter. Hierzu sind Lastschalter mit HH-Sicherungen zu Sicherungslastschaltern kombiniert, um Kurzschlussschutz zu erreichen.
In Kraftwerken schalten Generatorlastschalter den Betriebsstrom zwischen Generator und Transformator.
Lastschalter werden auch verwendet, um unbenutzte Transformatoren, Kabel oder Freileitungen ab- und zuzuschalten.